# ماتيلدا من إسكتلندا
ماتيلدا الإسكتلندية (ق. 1080 - 1 مايو 1118)؛ عُمدت أصلا باسم إديث، كانت ملكة إنجلترا القرينة بزواجها من هنري الأول، هي ابنة مالكوم الثالث ملك إسكتلندا القديسة مارغريت الإسكتلندية، وكذلك هي والدة ماتيلدا وويليام أديلين.